# Kirk Alyn
Kirk Alyn (Oxford, 8 ottobre 1910 – The Woodlands, 14 marzo 1999) è stato un attore statunitense, conosciuto per essere stato il primo ad interpretare Superman.

## Filmografia

### Cinema
- Mia sorella Evelina (My Sister Eileen), regia di Alexander Hall (1942)
- Il disertore (Lucky Jordan), regia di Frank Tuttle (1942)
- Non sei mai stata così bella (You Were Never Lovelier), regia di William A. Seiter (1942)
- Convoglio verso l'ignoto (Action in the North Atlantic), regia di Lloyd Bacon (1943)
- Il maggiore di ferro (The Iron Major), regia di Ray Enright (1943)
- Joe il pilota (A Guy Named Joe), regia di Victor Fleming (1943)
- Ritmi di Broadway (Broadway Rhythm), regia di Roy Del Ruth (1944)
- Cowboy and the Senorita, regia di Joseph Kane (1944)
- Forty Thieves, regia di Lesley Selander (1944)
- Se ci sei batti due colpi (The Time of Their Lives), regia di Charles Barton (1946)
- La morte è discesa a Hiroshima (The Beginning or the End), regia di Norman Taurog (1947)
- Superman, regia di Spencer Gordon Bennet e Thomas Carr - serial (1948)
- I tre moschettieri (The Three Musketeers), regia di George Sidney (1948)
- La maschera dei Borgia (Bride of Vengeance), regia di Mitchell Leisen (1949)
- Atom Man vs. Superman, regia di Spencer Gordon Bennet - serial (1950)
- I ragni della metropoli (Gambling House), regia di Ted Tetzlaff (1950)
- Quando i mondi si scontrano (When Worlds Collide), regia di Rudolph Maté (1951)
- Blackhawk: Fearless Champion of Freedom, regia di Spencer Gordon Bennet e Fred F. Sears - serial (1952)
- Il giuramento dei Sioux (The Savage), regia di George Marshall (1952)
- Incantesimo (The Eddy Duchin Story), regia di George Sidney (1956)
- Il club degli intrighi (Banning), regia di Ron Winston (1967)
- Per salire più in basso (The Great White Hope), regia di Martin Ritt (1970)
- Superman, regia di Richard Donner (1978)
- Scalps, regia di Fred Olen Ray (1983)

### Televisione
- Le avventure di Campione (The Adventures of Champion) – serie TV, episodio 1x20 (1956)